# Uncharted: Golden Abyss
Uncharted: Golden Abyss (litt. « Inexploré : L'Abîme d'or ») est un jeu vidéo d'action-aventure et de tir à la troisième personne développé par SCE Bend Studio et édité par Sony Computer Entertainment exclusivement sur PlayStation Vita. Il s'agit d'un prequel de la trilogie Uncharted sortie sur PlayStation 3 sorti en Europe le 22 février 2012.

## Trame

### Histoire
L'histoire se déroule avant la trilogie d'Uncharted. Le joueur y guide Nathan Drake parti en Amérique du Sud aider son ami Jason Dante à percer les secrets d'une expédition espagnole ancienne de quatre-cents ans. Il y fait la connaissance de Marisa Chase avec qui il se lance sur les traces d'un célèbre archéologue parti découvrir les ruines d'une ancienne civilisation.

### Personnages
Le joueur contrôle principalement Nathan Drake (Nolan North), un aventurier chasseur de trésors et descendant de l'explorateur britannique Francis Drake. Il se défend aussi bien au moyen d'armes à feu que de combats au corps à corps.
L'antagoniste principal est le général Guerro (JB Blanc). Il juge que les trésors et les ruines des civilisations anciennes lui appartiennent car ils se trouvent dans son pays.
Nathan Drake est également accompagné par d'autres personnages. Il commence son aventure aux côtés de Jason Dante (Jason Spisak) qui le trahit en révélant tous les secrets de l'expédition au général Guerro. Nathan Drake se lie également d'amitié avec Marisa Chase (Christine Lakin) qui tente de retrouver les traces de son grand-père, Vincent Perez (Robin Atkin Downes). Enfin, son ami de longue date, Victor Sullivan (Richard McGonagle) apparaît au milieu de l'histoire pour l'aider.

## Système de jeu
Le système de jeu reprend celui des précédents opus, à savoir un mélange entre l'action et le tir. Le jeu est entrecoupé de scène dans lequel le joueur doit guider Nathan Drake à son objectif en escaladant des parois ou en se frayant un chemin au travers d'obstacles et de scènes de combats où le joueur doit utiliser les capacités de son personnage et les différentes armes pour en sortir victorieux.
Par ailleurs, Uncharted: Golden Abyss introduit la recherche de trésors, la prise de photos et les puzzles à résoudre.

## Développement

### Contenu téléchargeable
Une mise à jour 1.01 a ajouté le « marché noir » qui utilise le logiciel Near de la console. Elle prépare aussi le jeu à accueillir le contenu additionnel « Carte aux trésors ».
Un contenu téléchargeable est sorti le 22 février 2012 sur le PlayStation Store Européen. Il se nomme « Carte aux trésors » et ajoute au jeu une carte décrivant l'emplacement des trésors. Il est sorti au prix de 0,99 €.
Un autre contenu se nommant Uncharted: Fight for Fortune est sorti le 5 décembre 2012. C'est un jeu de cartes retraçant l'aventure de Golden Abyss.

## Accueil

### Ventes
Le jeu devient le plus vendu de la console portable PlayStation Vita de Sony avec 1,75 million d'exemplaires.

### Récompenses
Uncharted: Golden Abyss a reçu le prix du meilleur jeu mobile au Gamescom 2011 avant même qu'il ne sorte.